# Ampedus elongatulus
Ampedus elongatulus là một loài bọ cánh cứng trong họ Elateridae. Loài này được Fabricius miêu tả khoa học năm 1787.

## Hình ảnh

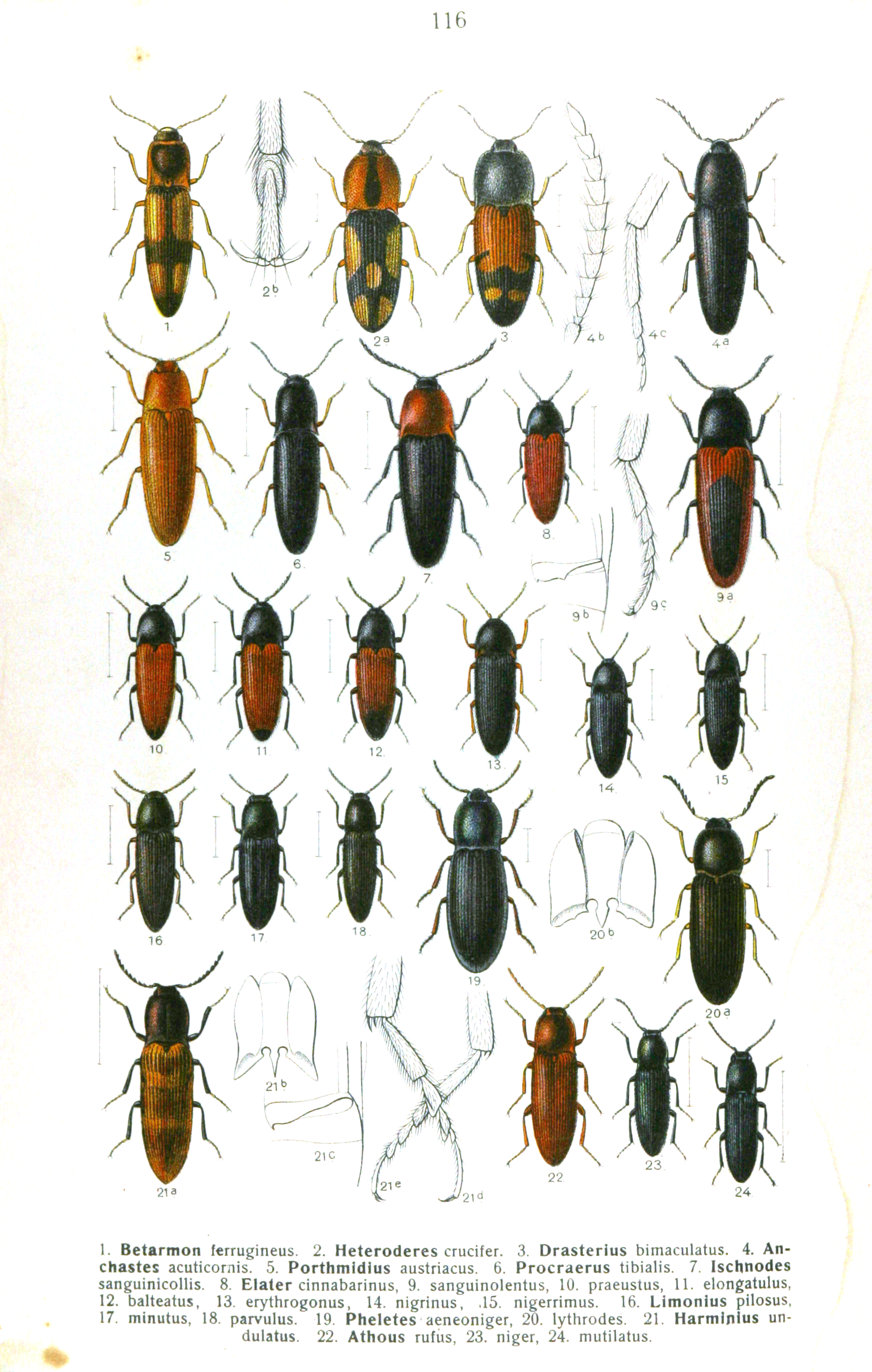